# Дефект
Дефект (лат. defectus слаб, изнемогао, ослабљен); недостатак, мана, непотпуност, празнина, грешка; 
Дефектан значи оштећен, мањкав. Дефектни могу бити људи и друга жива бића, као и људске направе. Људи и жива бића могу бити са дефектима - недостацима физичких и духовно- душевних особина. Људске направе могу бити са дефектом трајних или тренутних недостатака односно кварова.